# 41e cérémonie des Los Angeles Film Critics Association Awards

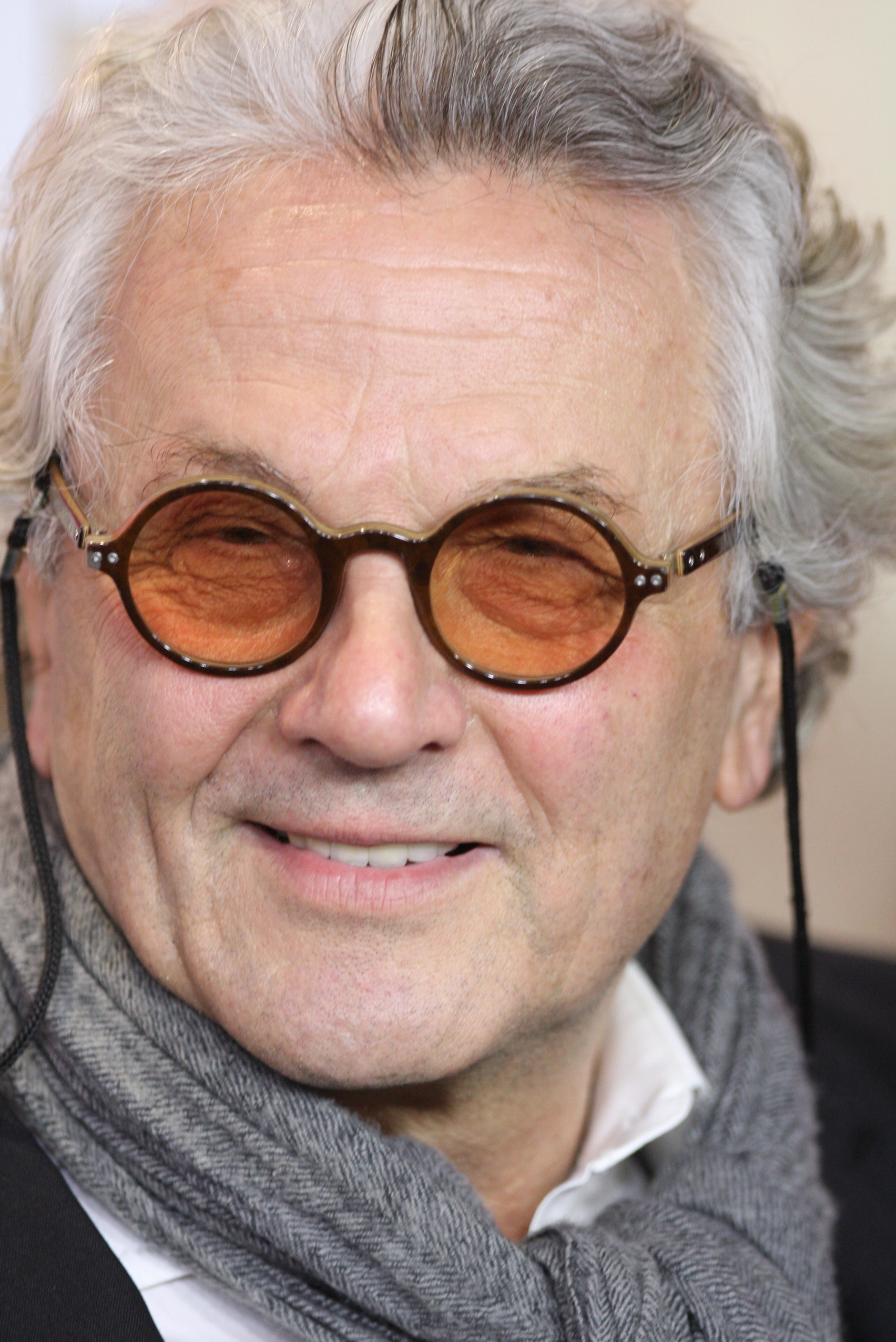

La 41e cérémonie des Los Angeles Film Critics Association Awards (LAFCA Awards), décernés par la Los Angeles Film Critics Association, a eu lieu le 6 décembre 2015, et a récompensé les films réalisés dans l'année,.

## Palmarès

### Meilleur film
- Spotlight
  - Finaliste : Mad Max: Fury Road

### Meilleur réalisateur
- George Miller pour Mad Max: Fury Road
  - Finaliste : Todd Haynes pour Carol

### Meilleur acteur
- Michael Fassbender pour le rôle de Steve Jobs dans Steve Jobs
  - Finaliste : Géza Röhrig pour le rôle de Saul dans Le Fils de Saul (Saul Fia)

### Meilleure actrice
- Charlotte Rampling pour le rôle de Kate Mercer dans 45 ans (45 Years)
  - Finaliste : Saoirse Ronan pour le rôle d'Eilis Lacey dans Brooklyn

### Meilleur acteur dans un second rôle
- Michael Shannon pour le rôle de Rick Carver dans 99 Homes
  - Finaliste : Mark Rylance pour le rôle de Rudolf Abel pour Le Pont des espions (Bridge of Spies)

### Meilleure actrice dans un second rôle
- Alicia Vikander pour le rôle d'Ava dans Ex Machina
  - Finaliste : Kristen Stewart pour le rôle de Valentine dans Sils Maria

### Meilleur scénario
- Spotlight – Tom McCarthy et Josh Singer
  - Finaliste : Anomalisa – Charlie Kaufman

### Meilleurs décors
- Mad Max: Fury Road – Colin Gibson
  - Finaliste : Carol – Judy Becker

### Meilleure photographie
- Mad Max: Fury Road – John Seale
  - Carol – Edward Lachman

### Meilleur montage
- The Big Short : Le Casse du siècle (The Big Short) – Hank Corwin
  - Finaliste : Mad Max: Fury Road – Margaret Sixel

### Meilleure musique de film
- Anomalisa et Carol  – Carter Burwell
  - Finaliste : Les Huit Salopards (The Hateful Eight) – Ennio Morricone

### Meilleur film en langue étrangère
- Le Fils de Saul (Saul Fia)  Hongrie
  - Finaliste : The Tribe (Плем'я)  Pays-Bas /  Ukraine

### Meilleur film d'animation
- Anomalisa
  - Finaliste : Vice-versa (Inside Out)

### Meilleur film documentaire
- Amy
  - Finaliste : The Look of Silence

### New Generation Award
- Ryan Coogler pour Creed : L'Héritage de Rocky Balboa (Creed)

### Career Achievement Award
- Anne V. Coates

### Special Citation
- Davis Shepard